# Doketizem
Doketizem je kristološki verski nauk, ki zagovarja, da Jezus Kristus ni imel fizičnega telesa, ampak je le-to bilo le navidezno.
Značilen je za gnosticizem in markionizem.